# Wintersberg (Spessart)
Der Wintersberg ist ein 434,4 m ü. NHN hoher Berg im Spessart rund zwei Kilometer südöstlich des Stadtzentrums von Bad Orb im hessischen Main-Kinzig-Kreis. Er scheidet das Haselbachtal im Norden vom Tal der Orb im Süden. Ein gut zwei Kilometer langer Höhenweg verbindet den Wintersberg mit dem südöstlich gelegenen Kinderdorf Wegscheide. Der kürzeste Anstieg aus Bad Orb führt mit einer durchschnittlichen Steigung von zwölf Prozent in einer Stunde über die Hochstraße auf den Gipfel. Der Wintersberg ist bewaldet und bietet im Gipfelbereich keine Aussicht. 
Wanderwege am unteren Südhang des Wintersbergs öffnen jedoch – so weit oberhalb von Streuobstwiesen und Weiden – Teilaussichten nach Bad Orb und ins obere Orbtal. 
Am Nordhang des Wintersberges verläuft der Spessartbogen-Fernwanderweg oberhalb des Haselbachtals und dann steil abwärts in den Talgrund.